# Нягов
Нягов (словац. Ňagov, русин. Няґів) — село и одноимённая община в районе Медзилаборце Прешовского края Словакии. В письменных источниках начинает упоминаться с 1557 года.

## География
Село расположено в восточной части края, к востоку от реки Лаборец, при автодороге 575. Абсолютная высота — 343 метра над уровнем моря. Площадь муниципалитета составляет 9,66 км².

## Население
По данным последней официальной переписи 2021 года, численность населения Нягова составляла 390 человек.
Динамика численности населения общины по годам:
| Год:                | 1994 | 2004     | 2014    | 2024     |
| ------------------- | ---- | -------- | ------- | -------- |
| Количество человек: | 472  | 418      | 430     | 365      |
| Разница:            |      | −11,44 % | +2,87 % | −15,11 % |

Национальный состав населения (по данным переписи населения 2011 года):
| Национальность | Численность, человек |
| -------------- | -------------------- |
| русины         | 245                  |
| словаки        | 157                  |
| цыгане         | 9                    |
| украинцы       | 1                    |
| другие         | 1                    |
| не указана     | 23                   |
| всего          | 436                  |

По данным переписи 2021 года, в конфессиональном составе населения преобладали греко-католики (76,4 %), православные христиане (6,4 %), католики (4,4 %) и евангельские христиане (4,1 %).